# Torre UniCredit
A Torre Unicredit é um arranha-céus da cidade de Milão, na Itália. O edifício foi concluído em 2012, contém 231 metros de altura e 31 andares.